# Edmond Hansen
Edmond Hansen (fecha de nacimiento desconocida – 1920) fue un director y actor cinematográfico de origen germanorruso, activo en la época del cine mudo.
Hansen estudió arte dramático en Breslavia. Tras trabajar en teatro en lengua alemana en Riga, se mudó a Suecia, donde rodó varias películas como director, actor y guionista. Abandonó el país en 1916, falleciendo en 1920.

## Filmografía (selección)

### Director
- 1916 : Ålderdom och dårskap
- 1916 : Svartsjukans följder
- 1916 : På detta numera vanliga sätt
- 1916 : Kärlekens irrfärder
- 1915 : Kampen om en Rembrandt
- 1915 : Högsta vinsten
- 1915 : Hämnden är ljuv
- 1915 : Hjälte mot sin vilja

### Guionista
- 1916 : På detta numera vanliga sätt
- 1915 : Högsta vinsten
- 1915 : Hämnden är ljuv [2]

### Actor
- 1916 : Svartsjukans följder
- 1916 : På detta numera vanliga sätt
- 1915 : Hämnden är ljuv
- 1915 : Hämnaren
- 1915 : Hans bröllopsnatt